# Sacramento Kings
Sacramento Kings är en amerikansk basketorganisation, bildad 1923 som Rochester Seagrams, vars lag är baserat i Sacramento i Kalifornien och spelar i NBA. De har spelat i NBA sedan säsongen 1949/1950 (efter att BAA och NBA gått ihop). I NBA tillhör de Pacific Division i Western Conference.
Sacramento Kings spelar sina hemmamatcher i Golden 1 Center sedan den öppnades den 8 november 1988. Man delade tidigare arenan med WNBA-laget Sacramento Monarchs, mellan 1997 och 2009.

## Historia

### Rochester Royals
Laget bildades 1923 som Rochester Seagrams, men spelade inte i någon etablerad liga förrän 1945, då de hette Rochester Royals. De började att spela i National Basketball League (NBL) där de vann NBL-mästerskapet redan första säsongen, 1945/1946. Inför säsongen 1948/1949 gick de över till den rivaliserande ligan Basketball Association of America (BAA) istället. Säsongen efter var Rochester ett av lagen som var med och spelade den första säsongen av den nystartade basketligan National Basketball Association (NBA) och säsongen 1950/1951 vann Rochester sin första NBA-titel efter finalvinst mot New York Knicks med 4-3 i matcher. Rochster fortsatte att vara ett topplag utan att lyckas ta sig till någon ny NBA-final, och efter två resultatmässigt svaga säsonger flyttade laget inför säsongen 1957/1958 till Cincinnati, Ohio, och blev Cincinnati Royals.

### Cincinnati Royals
Som Cincinnati Royals lyckades laget att nå divisionsfinal två gånger där de första gången, säsongen 1962/1963, pressade Boston Celtics till en sjunde och avgörande match. Efter några magra år på slutet av 1960-talet och början av 1970-talet flyttade laget inför säsongen 1972/1973 till Kansas City, Missouri och Omaha, Nebraska och döptes om till Kansas City-Omaha Kings.

### Kansas City-Omaha Kings och Kansas City Kings
Inför säsongen 1975/1976 blev laget ett renodlat Kansas City-baserat lag och döptes om till Kansas City Kings. Säsongen 1978/1979 vann Kansas City Midwest Division, sin enda divisionstitel, men förlorade sen redan i divisionsemifinalen mot Phoenix Suns. Säsongen 1980/1981 tog sig Kansas City ända fram till divisionsfinal där de förlorade mot Houston Rockets med 1-4 i matcher. Inför säsongen 1985/1986 flyttade så laget till Sacramento och blev Sacramento Kings.

### Sacramento Kings
Efter flytten till Sacramento säsongen 1985/1986 tillhörde laget ett av de sämre i ligan under slutet av 1980-talet och 1990-talet. Men under slutet av 1990-talet började laget bli bättre och säsongerna 2001/2002 och 2002/2003 vann Sacramento Pacific Division. Under början av 2000-talet låg laget sedan i toppen av ligan men lyckades aldrig riktigt i slutspelet.
I början av säsongen 2005/2006 gick det inte bra för Kings då de låg i botten av Pacific Division, men ett byte mellan Kings Peja Stojaković och Indiana Pacers Ron Artest (tidigare "defensive player of the year") gjorde att Sacramento åter började spela bättre. Även den unga Kevin Martin började spela bättre och det räckte ända fram till en slutspelsplats i Western Conference. De förlorade i första rundan mot de regerande mästarna San Antonio Spurs. Därefter har Sacramento missat slutspelet fyra säsongerna i följd.
Säsongen 2009/2010 kom de näst sista av alla lag i Western Conference och tredje sist av samtliga lag i ligan.

## Spelartruppen 2025/2026
Senast uppdaterad: 1 augusti 2025.

Alla spelare som har kontrakt med Sacramento Kings. Spelarnas löner är i amerikanska dollar och är vad de skulle få ut om spelarna vore i NBA-truppen under hela säsongen.
| Nr                                |           | Namn             | Pos   | Lön 25/26   |        | Kontrakt | Kom till laget | Kom ifrån                |
| --------------------------------- | --------- | ---------------- | ----- | ----------- | ------ | -------- | -------------- | ------------------------ |
| 0                                 | USA       | Malik Monk       | SG    | $18 797 619 | [ 3 ]  | 2028     | 2022           | Los Angeles Lakers       |
| 3                                 | USA       | Terence Davis    | SG    | $2 546 675  | [ 4 ]  | 2026     | 2025           | Wisconsin Herd           |
| 3                                 | USA       | Isaac Jones      | PF    | $1 955 377  | [ 5 ]  | 2026     | 2024           | Washington State Cougars |
| 5                                 | USA       | Nique Clifford   | SF    | $3 008 120  | [ 6 ]  | 2029     | 2025           | Colorado State Rams      |
| 7                                 | USA       | Doug McDermott   | PF/SF | $3 634 153  | [ 7 ]  | 2026     | 2024           | Indiana Pacers           |
| 8                                 | USA       | Zach LaVine      | SG    | $45 999 660 | [ 8 ]  | 2027     | 2025           | Chicago Bulls            |
| 10                                | USA       | DeMar DeRozan    | SF/SG | $24 750 000 | [ 9 ]  | 2027     | 2024           | Chicago Bulls            |
| 11                                | Litauen   | Domantas Sabonis | C/PF  | $42 336 000 | [ 10 ] | 2028     | 2022           | Indiana Pacers           |
| 13                                | USA       | Keegan Murray    | PF    | $11 144 093 | [ 11 ] | 2026     | 2023           | Iowa Hawkeyes            |
| 17                                | USA       | Drew Eubanks     | PF    | $3 080 921  | [ 12 ] | 2026     | 2025           | Los Angeles Clippers     |
| 17                                | Tyskland  | Dennis Schröder  | PG    | $14 104 000 | [ 13 ] | 2028     | 2025           | Detroit Pistons          |
| 22                                | USA       | Devin Carter     | SG    | $4 823 720  | [ 14 ] | 2028     | 2024           | Providence Friars        |
| 23                                | USA       | Keon Ellis       | PG    | $2 301 587  | [ 15 ] | 2026     | 2022           | Alabama Crimson Tide     |
| 42                                | Frankrike | Maxime Raynaud   | C     | $1 272 870  | [ 16 ] | 2028     | 2025           | Stanford Cardinal        |
| --                                | USA       | Pat McCaffery    | SF    | $1 272 868  | [ 17 ] | 2026     | 2025           | Butler Bulldogs          |
| --                                | Spanien   | Isaac Nogués     | SG    | $1 272 868  | [ 18 ] | 2026     | 2025           | Rip City Remix           |
| --                                | Kroatien  | Dario Šarić      | PF    | $5 426 400  | [ 19 ] | 2026     | 2025           | Denver Nuggets           |
| Tvåvägskontrakt                   |           |                  |       |             |        |          |                |                          |
| Nr                                |           | Namn             | Pos   | Lön 25/26   |        | Kontrakt | Kom till laget | Kom ifrån                |
| --                                | USA       | Dylan Cardwell   | PF    | $636 434    | [ 20 ] | 2026     | 2025           | Auburn Tigers            |
| --                                | USA       | Daeqwon Plowden  | PG    | $636 434    | [ 21 ] | 2026     | 2025           | Atlanta Hawks            |
| --                                | USA       | Isaiah Stevens   | PG    | $636 434    | [ 22 ] | 2027     | 2025           | Sioux Falls Skyforce     |
| Positioner: PG – SG – SF – PF – C |           |                  |       |             |        |          |                |                          |

## Meriter
- NBL-mästare 1945/1946
- NBA-mästare 1950/1951
- Conference-mästare 1950/1951 (i NBA)
- Divisions-mästare (NBL) 1946/1947 och 1947/1948 (i NBL)
- Divisions-mästare (NBA) 1948/1949, 1951/1952, 1978/1979, 2001/2002 och 2002/2003